# Вендський музей
Вендський музей (нім. Wendisches Museum Cottbus, н.-луж. Serbski muzej, також Serbski muzej Chóśebuz) — музей у місті Котбус, який є центральним музеєм історії та культури народу вендів (лужичан) у Нижній Лужиці. Сучасний музей було відкрито 1994 року, але його колекція започаткована 1908 року, коли в міському музеї було зібрано експонати, котрі розповідали про вендів.

## Історія і опис
Перша колекція експонатів, що розповідала про історію і культуру вендів, була представлена в міському (краєзнавчому) музеї Котбуса в 1908 році — вона проіснувала у відкритому доступі до епохи Третього рейху. Велика частина експонатів цієї колекції була втрачена в роки Другої світової війни.
Вже в епоху НДР, в 1980 році, в Котбусі — у палаці, розташованому в парку Браніц — було створено музей літератури мовами лужичан: спочатку це була постійна експозиція, але потім трансформувалась у пересувну виставку. Через деякий час ця колекція була відправлена до архіву. Після 1985 року на основі архівних матеріалів була розроблена нова постійна експозиція: мета полягала в тому, щоб створити виставку не лише про літературу, а й про музику, фольклор та образотворче мистецтво вендів. Після повторного об'єднання Німеччини, 3 червня 1994 року, зусилля дали свої плоди і в місті було відкрито повноцінний музей вендів. Крім постійної експозиції, у 15 виставкових залах краєзнавчого музею з моменту його заснування пройшли більше чотирьох десятків спеціальних виставок найрізноманітнішої тематики: всі виставки були двомовними (німецько-сорбськими). Сьогодні в стінах музею зберігається найбільша колекція нижньосербських національних костюмів.